# Les Fausses Prophétesses
Les Fausses prophétesses est un passage de l'Ancien Testament, dans le livre d'Ézéchiel, qui aborde les sujets du mensonge, de la tromperie.

## Texte
Livre d'Ézechiel, chapitre 13, versets 17 à 23:

« Et toi, fils de l'homme, porte tes regards sur les filles de ton peuple Qui prophétisent selon leur propre cœur, Et prophétise contre elles! Tu diras: Ainsi parle le Seigneur, l'Éternel: Malheur à celles qui fabriquent des coussinets pour toutes les aisselles, Et qui font des voiles pour la tête des gens de toute taille, Afin de surprendre les âmes! Pensez-vous surprendre les âmes de mon peuple, Et conserver vos propres âmes? Vous me déshonorez auprès de mon peuple Pour des poignées d'orge et des morceaux de pain, En tuant des âmes qui ne doivent pas mourir, Et en faisant vivre des âmes qui ne doivent pas vivre, Trompant ainsi mon peuple, qui écoute le mensonge. C'est pourquoi ainsi parle le Seigneur, l'Éternel: Voici, j'en veux à vos coussinets Par lesquels vous surprenez les âmes afin qu'elles s'envolent, Et je les arracherai de vos bras; Et je délivrerai les âmes Que vous cherchez à surprendre afin qu'elles s'envolent. J'arracherai aussi vos voiles, Et je délivrerai de vos mains mon peuple; Ils ne serviront plus de piège entre vos mains. Et vous saurez que je suis l'Éternel. Parce que vous affligez le cœur du juste par des mensonges, Quand moi-même je ne l'ai point attristé, Et parce que vous fortifiez les mains du méchant Pour l'empêcher de quitter sa mauvaise voie et pour le faire vivre, Vous n'aurez plus de vaines visions, Et vous ne prononcerez plus d'oracles; Je délivrerai de vos mains mon peuple. Et vous saurez que je suis l'Éternel ».
Traduction d'après la Bible Louis Segond.

## Interprétation chrétienne
Pour Origène, ce passage biblique évoque le mensonge, la flatterie et la sensualité. Il faut suivre les Écritures afin de ne pas dévier de la route donnée par Dieu. Il faut rester des hommes humains dit le philosophe et de citer en exemple cet extrait biblique: « Semblables à des chevaux bien nourris, qui courent çà et là, Ils hennissent chacun après la femme de son prochain » (Jérémie 5. 8), et de conclure en disant qu'il ne faut pas sortir du chemin fixer par la maison d'Israël: « C'est pourquoi dis à la maison d'Israël: Ainsi parle le Seigneur, l'Éternel: Revenez, et détournez-vous de vos idoles, détournez les regards de toutes vos abominations! » (Ézechiel 14. 6).